# Gadelandet
Gadelandet er navnet på en bebyggelse såvel som en vej i Husum, som forløber parallelt med Frederikssundsvej fra Storegårdsvej til Åkandevej. På Gadelandet ligger bl.a. Husumvold Kirke.
|  | Denne artikel om en bygning eller et bygningsværk kan blive bedre, hvis der indsættes et (bedre) billede. Du kan hjælpe ved at afsøge Wikimedia Commons for et passende billede eller lægge et op på Wikimedia Commons med en af de tilladte licenser og indsætte det i artiklen. |

55°42′41.93″N 12°28′51.63″Ø / 55.7116472°N 12.4810083°Ø